# Micubiši Ki-21
Micubiši Ki-21 (japonsky: 三菱 キ-21) byl japonský dvoumotorový bombardovací letoun užívaný v druhé světové válce. Spojenecké označení letounu bylo Sally.

## Vývoj

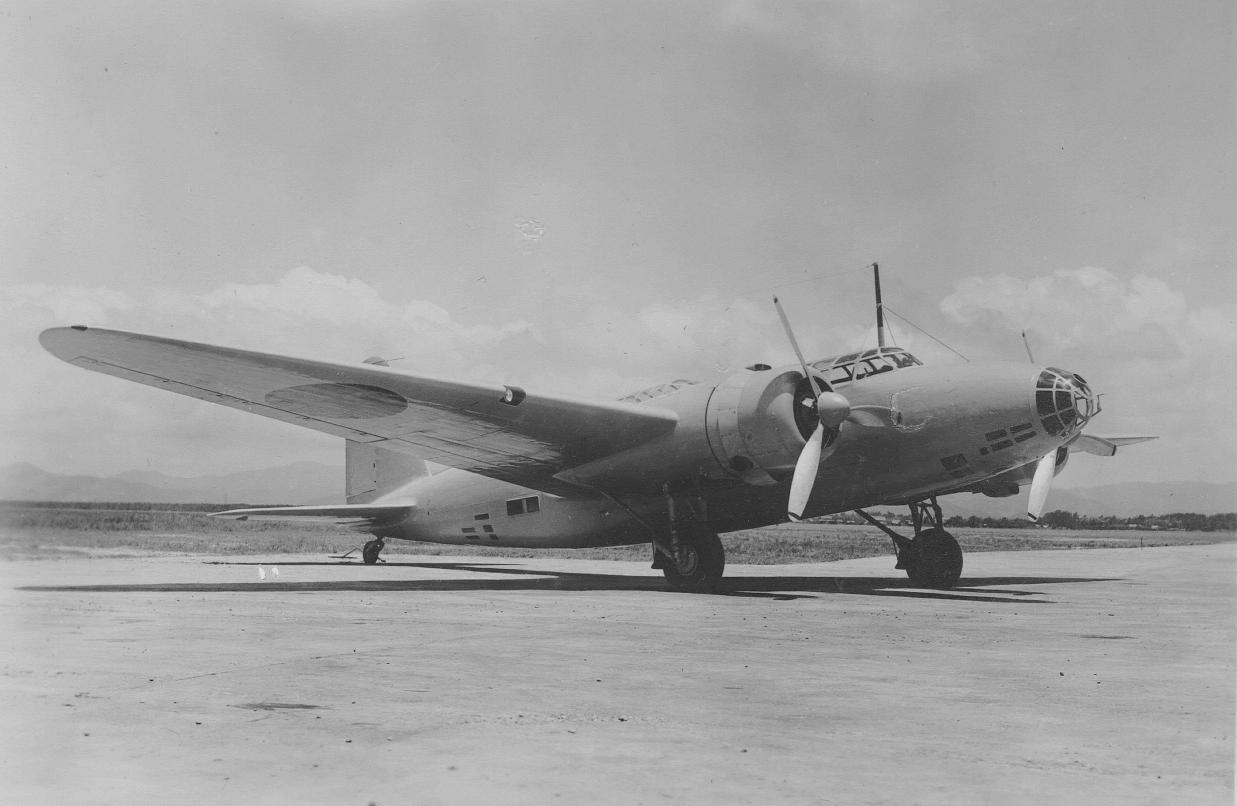
Ki-21

Počátky vývoje letounu spadají do roku 1936, kdy japonská armáda vydala specifikaci na výrobu nového celokovového bombardovacího letadla. První ze dvou prototypů Ki-21 vzlétl 18. prosince 1936. Lišily se pouze podobou hřbetního střeleckého stanoviště. První byl vybaven polokulovitou střeleckou věží, druhý pak aerodynamicky výhodnějším protáhlým proskleným střelištěm s kulometem ráže 7,7 mm. Za pohon byly vybrány dva čtrnáctiválcové motory Ha-6 o výkonu po 615 kW.
Na jaře roku 1937 byly oba letouny přemístěny na základnu Tačikawa, kde probíhaly srovnávací zkoušky s konkurenčním typem Nakadžima Ki-19. Podle výsledků testů byly prototypy Ki-21 upraveny, například zvětšením plochy kýlovky, nebo novým tvarem prosklené přídě trupu.
Další prototypy a stroje vyrobené v ověřovací sérii měly instalované dvouhvězdicové čtrnáctiválcové pohonné jednotky Nakadžima Ha-5 KAI, dávající v hladině 4000 m výkon po 805 kW.
V listopadu roku 1937 obdržela firma Micubiši objednávku na sériovou výrobu Ki-21-I. Na jaře roku 1938 začaly přicházet první stroje Ki-21-Ia k jednotkám. V armádě dostaly označení armádní těžký bombardér typ 97 (九七式重爆撃機, Kjúnana šiki džú bakugekiki). Výroba nejprve probíhala v továrně Micubiši v Nagoji, od léta pak rovněž v závodě Nakadžima v Otě. Obrannou výzbroj tvořily tři kulomety typ 89 ráže 7,7 mm zavěšené v prosklení přídě, v horním a dolním střelišti.
V říjnu 1939 přešli výrobci na produkci subverze Ki-21-Ib, jejíž střelci obsluhovali celkem pět kulometů. Čtvrtý sloužil ke střelbě z některého ze dvou okének na boku trupu, pátý byl dálkově ovládán ke střelbě z konce trupu. Pasivní ochrana byla posílena gumovými potahy, které částečně kryly nádrže a pancéřováním v prostorách osádky. Zvětšena byla pumovnice a výměra VOP a vztlakových klapek.

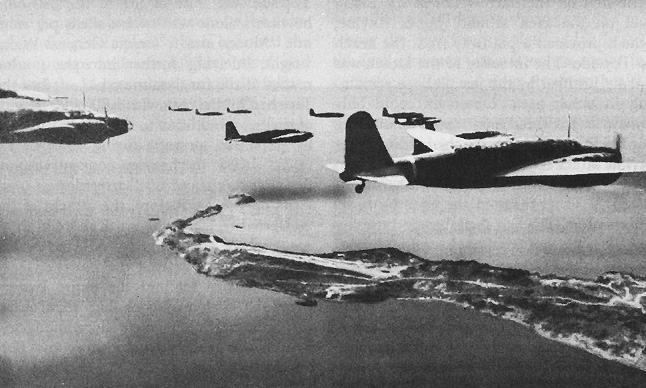
Ki-21 nad ostrovem Corregidor

Verze Ki-21-Ic měla opět rozšířenu hlavňovou výzbroj o další postranní kulomet ráže 7,7 mm. Do pumovnice přibyla přídavná nádrž pro 500 l paliva. Podvozek letadla vybavený většími koly byl zesílen. Zmenšení kapacity pumovnice bylo kompenzováno instalací čtyř externích závěsníků pro pumy ráže 50 kg.
Na přelomu let 1940-41 byla ve výrobě zavedena verze Ki-21-IIa s novými dvouhvězdicovými čtrnáctiválci Ha-101 o vzletovém výkonu 1119 kW. Zvětšené byly motorové gondoly, průměr třílistých vrtulí a šípovitost náběžné hrany křídla.
Letouny Ki-21-IIb měly namísto dlouhého proskleného hřbetního střeliště otočnou střeleckou věž s účinnějším kulometem typ 1 ráže 12,7 mm.
Některé Ki-21 měly upravený interiér pro dopravu až deseti pasažérů, které sloužily u civilního dopravce Dai Nippon Kókú K. K. Stroje bez hřbetních střelišť nesly označení MC-21-I a MC-21-II (Mitsubishi Commercial). Z typu Ki-21 byl dále odvozen vojenský dopravní letoun Micubiši Ki-57.

## Nasazení

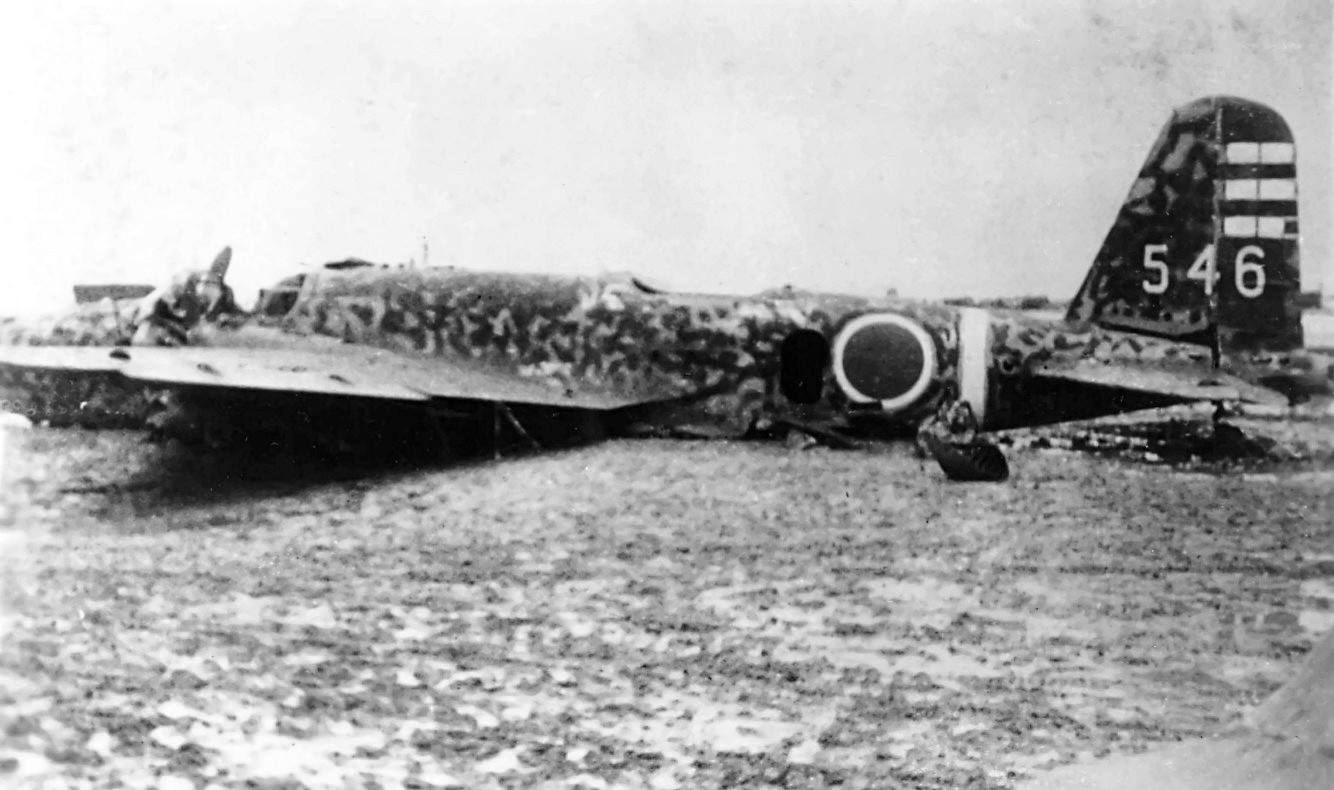
Micubiši Ki-21-IIb KAI, 3. Dokuricu Hikótai, letiště Jontan, 25. května 1945

Bombardovací Ki-21-Ia převzala jako první v roce 1938 60. Sentai, která dosáhla operační způsobilosti na sklonku roku. Ihned byla nasazena k plnění bojových úkolů v Číně.
Ki-21-IIa se dostaly do výzbroje Sentai sdružených ve 3. a 4. letecké divizi ještě před vstupem Japonska do války. Jejich osádky zpočátku podnikaly útoky proti spojencům z letišť, ležících na území dnešního Vietnamu a v oblasti Filipín. Nasazeny byly rovněž v bojích nad Barmou.
Spojenci dali letounu kódový název Sally. Od roku 1942 již tyto stroje zastarávaly, avšak vyráběly se až do září 1944. V této době sloužilo stále větší množství u výcvikových jednotek, případně byly letouny přestavěny na dopravní nebo výsadkové.

## Specifikace (Ki-21-I)

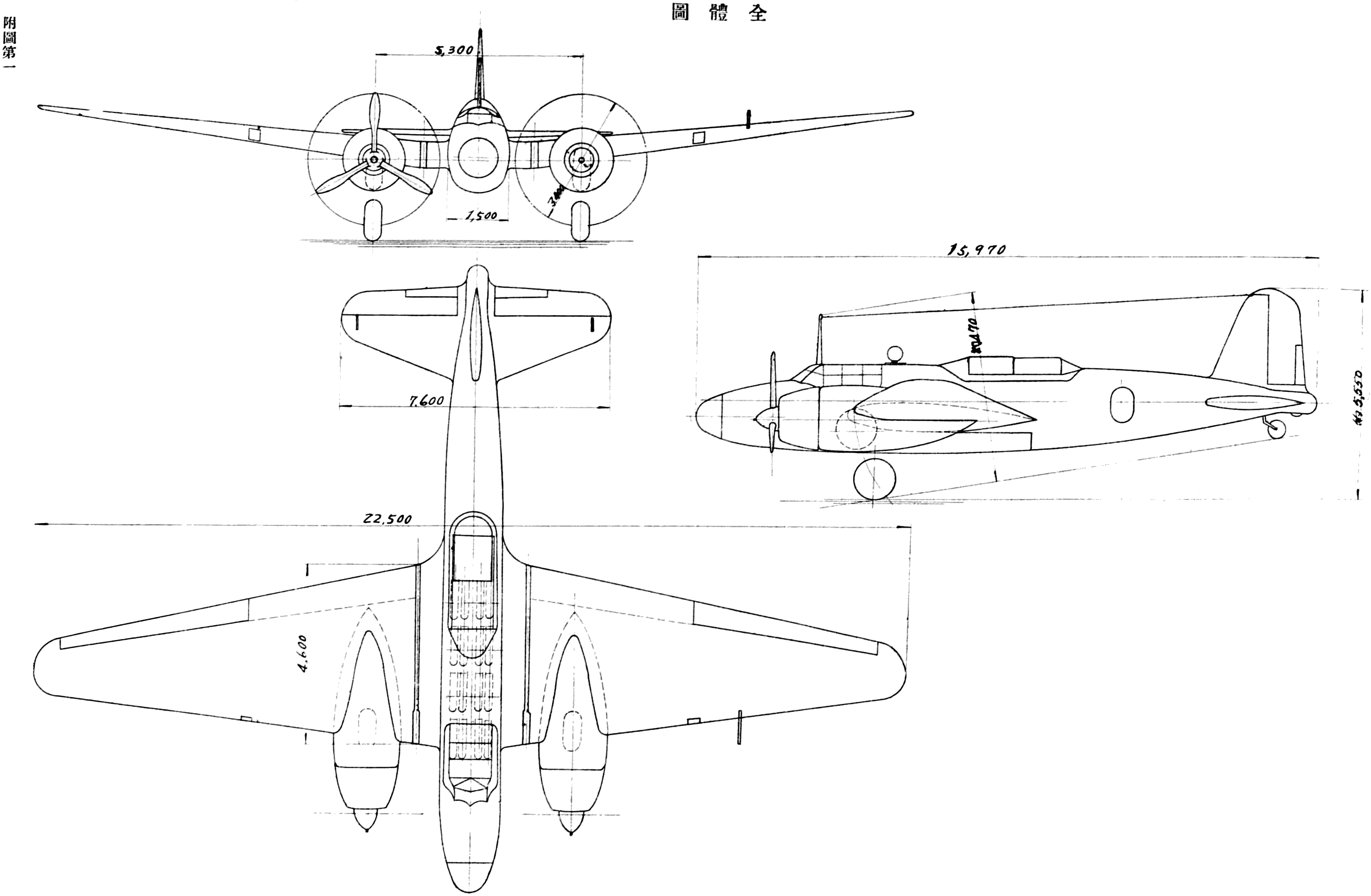
Třípohledový nákres Ki-21

Údaje podle

### Technické údaje
- Osádka: 5–7
- Rozpětí: 22,50 m
- Délka: 16,02 m
- Výška: 4,35 m
- Nosná plocha: 69,60 m²
- Hmotnost prázdného letounu: 4 691 kg
- Vzletová hmotnost: 7 492 kg
- Max. vzletová hmotnost: 9 710 kg
- Pohonná jednotka: 2 × vzduchem chlazený dvouhvězdicový čtrnáctiválec Ha-5 KAI

### Výkony
- Max. rychlost: 432 km/h ve výšce 4 000 m
- Cestovní rychlost: 380 km/h
- Výstup do 5000 m: 13 min 55 s
- Dostup: 8 600 km/h
- Dolet: 2 700 km/h

### Výzbroj
- 3–5 × pohyblivý kulomet Typ 89 ráže 7,7 mm
- max. 1 000 kg (obvykle 750 kg) pum v trupové pumovnici